# Vinzenz Fink

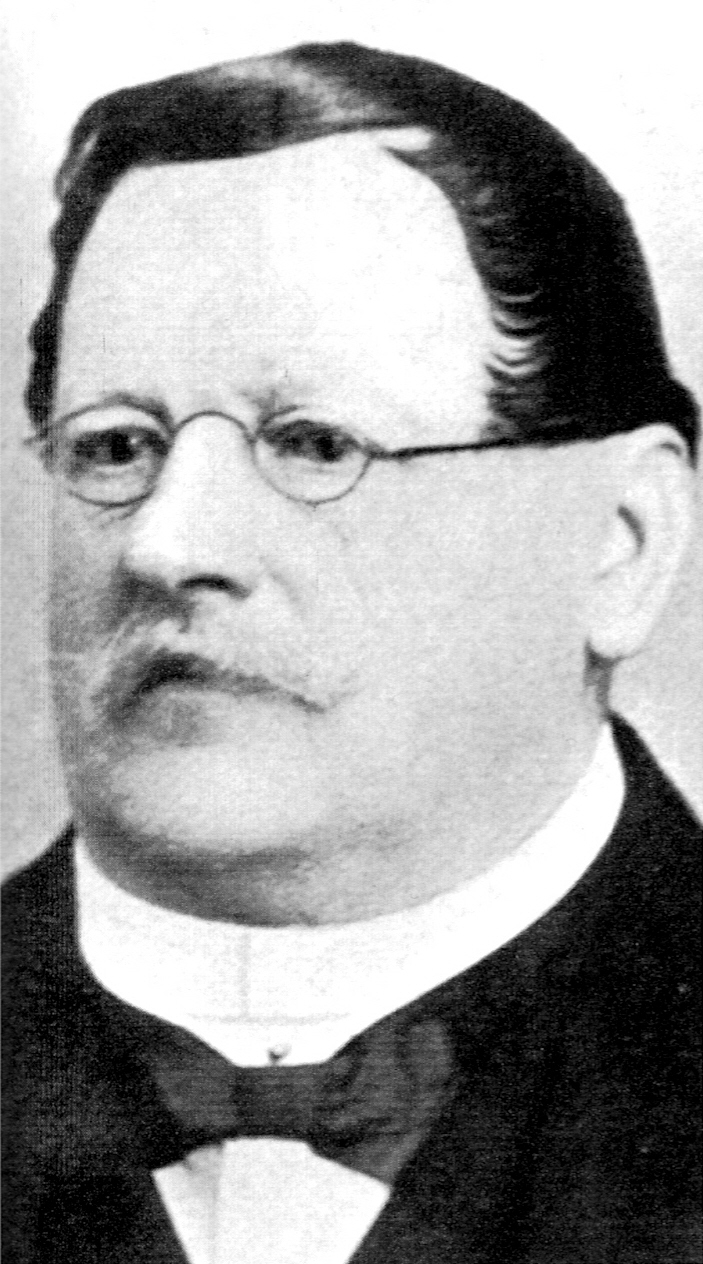
Vinzenz Fink

Vinzenz Fink (* 13. Februar 1807 in Linz; † 13. Februar 1877 ebenda) war ein österreichischer Politiker (Liberale Partei), Bürgermeister der oberösterreichischen Landeshauptstadt Linz und Verlagsbuchhändler.

## Leben
Vinzenz Fink übernahm 1837 das Geschäft seines verstorbenen Vaters Josef und machten den Fink'schen Buchhandel weit über die Grenzen Oberösterreichs bekannt. 1854 gründete er den bekannten Geschäfts-, Volks- und Amtskalender „Der Oberösterreicher“, in dem sein Bruder Josef Fink von 1867 bis 1885 die Geschichte der Stadt Linz veröffentlichte. Nachdem das „Finkhaus“ zusammen mit dem Schmidtor 1860/61 abgerissen wurde, verlegte Vinzenz Fink die Buchhandlung in ein Haus am Linzer Hauptplatz (später Nr. 24). Von Vinzenz Fink ging die Buchhandlung im Jahre 1877 auf dessen Enkel Emil Fink über, der als letzter Geschäftsinhaber aus dieser Familie im Jahre 1902 starb.

## Politik
Fink war von 1850 bis 1868 Gemeinderat der oberösterreichischen Landeshauptstadt Linz und von 1854 bis 1856 Vizebürgermeister. Als Nachfolger des provisorischen
Stadtoberhauptes Josef Dierzer von Traunthal setzte Statthalter Eduard von Bach am 12. November 1856 Vinzenz Fink ein, der das Amt bis 3. Februar 1861 ausübte. Bei Finks Amtseinführung herrschten triste sanitäre Verhältnisse in der Stadt. Linz hatte keine Kanalisation, in jedem Haus befand sich eine Düngergrube, die oft das Grundwasser in den daneben geschlagenen Brunnen verdarb. Nach einem Ausbruch der Cholera nahm Bürgermeister Fink die Kanalisierung und Wasserversorgung der Stadt in Angriff. Außerdem organisierte er das Feuerlöschwesen.

## Würdigung
- Im Jahr 1943 wurde in Urfahr die Finkstraße nach ihm benannt.